# Cerianthula braemi
Cerianthula braemi is een Cerianthariasoort uit de familie van de Botrucnidiferidae. De wetenschappelijke naam van de soort is voor het eerst geldig gepubliceerd in 1924 door Carlgren.